# Jean-Jacques Annaud
Jean-Jacques Annaud (sinh ngày 1 tháng 10 năm 1943) là một đạo diễn phim, biên kịch và nhà sản xuất phim người Pháp, nổi tiếng nhất với việc đạo diễn các phim Quest for Fire (1981), The Name of the Rose (1986), The Lover (1991), và Seven Years in Tibet (1997). Annaud đã nhận được nhiều giải thưởng cho công việc đạo diễn của mình, trong đó có bốn giải César, một giải David di Donatello, và một giải thưởng của Học viện Điện ảnh Quốc gia Mỹ. Phim đầu tay của Annaud, Black and White in Color (1976), nhận được một giải Oscar cho phim ngoại ngữ hay nhất.

## Sự nghiệp đạo diễn
- Black and White in Color (1976, Noirs et Blancs en couleur or La Victoire en chantant)
- Hothead (1978, Coup de tête)
- Quest for Fire (1981, La Guerre du feu)
- The Name of the Rose (1986, Der Name der Rose or Le Nom de la rose)
- The Bear (1988, L'Ours)
- The Lover (1991, L'Amant)
- Wings of Courage (1995, Guillaumet, les ailes du courage)
- Seven Years in Tibet (1997, Sept ans au Tibet)
- Enemy at the Gates (2001, Stalingrad)
- Two Brothers (2004, Deux frères)
- His Majesty Minor (2007, Sa majesté Minor)
- Day of the Falcon (2011, Black Gold or Or Noir)
- Wolf Totem (2015, Le Dernier Loup)

## Giải thưởng và đề cử
- Giải Oscar
  - 1976: Black and White in Color (Thắng giải – Phim nước ngoài hay nhất)
- Giải César
  - 1982: Quest for Fire (Thắng giải – Phim hay nhất)
  - 1982: Quest for Fire (Thắng giải – Đạo diễn hay nhất)
  - 1987: The Name of the Rose (Thắng giải)
  - 1988: The Bear (Đề cử – Phim hay nhất)
  - 1988: The Bear (Thắng giải – Đạo diễn hay nhất)
  - 1992: The Lover (Đề cử)
- David di Donatello
  - 1987: The Name of the Rose (Thắng giải)
- European Film Academy
  - Enemy at the Gates (Đề cử)[1]